# Norsk Folkemuseum

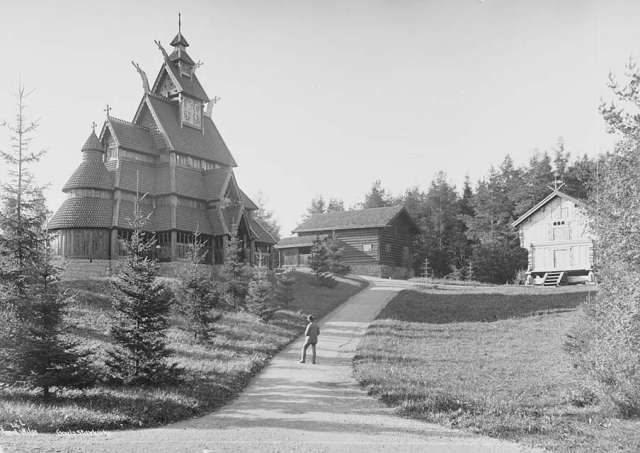
Die Sammlungen von König Oskar II., mit der Stabkirche von Gol (um 1900, bevor sie vom Norsk Folkemuseum übernommen wurden)

Das Norsk Folkemuseum (übersetzt: Norwegisches Volksmuseum) auf der Halbinsel Bygdøy in Oslo ist das zentrale kulturhistorische Museum Norwegens.

## Geschichte
Das Museum wurde am 19. Dezember 1894 in Kristiania, dem heutigen Oslo, auf Initiative des Bibliothekars Hans Aall (1869–1946) gegründet. Vorbild war das seit 1873 bestehende Nordiska Museet in Stockholm, das 1880 seinen heutigen Namen erhielt und 1891 um das Freilichtmuseum Skansen erweitert wurde. Hans Aalls Vision war eine norwegische Parallele, die „alles, was das norwegische Volkskulturleben beleuchtet“, sammeln und ausstellen sollte. Alle materiellen Spuren menschlichen Lebens und Wirkens in Stadt und Land sollten bewahrt, erforscht und durch Ausstellungen und Veröffentlichungen vermittelt werden.
Seine erste Ausstellung eröffnete das Museum 1896 in einer Wohnung in der Christian IVs gate 13. 1898 kaufte das Museum ein Grundstück auf Bygdøy und begann mit dem Wiederaufbau mehrerer Dorfhäuser, die bereits für ein geplantes Museum erstanden worden waren. Es war für die Wahl des Grundstücks von Bedeutung, dass es sich in der Nachbarschaft der 1881 zusammengestellten Gebäudesammlung von König Oskar II. befand, die als das erste Freilichtmuseum der Welt angesehen werden kann. 1907 konnte das Museum dieses Ensemble Oskars II., das u. a. die mittelalterliche Stabkirche von Gol enthielt, den eigenen Beständen angliedern.
Um Platz für die wachsende Sammlung zu schaffen, wurde 1914 das Grundstück ausgeweitet und ein neues Museumsgebäude errichtet. Gleichzeitig begann man mit dem Aufkauf von Stadthäusern, die man Stück für Stück abtrug und in einer sogenannten „Altstadt“ („Gamlebyen“), mit eigens angelegten Straßen, wieder aufstellte. Nach einem Architektenwettbewerb wurde 1934–1938 die große Anlage um den Marktplatz des Museums geschaffen. In den folgenden Jahren wurde das Freilichtmuseum kräftig ausgebaut, mit dem Ziel, komplette Hofstellen aus 15 Regionen Norwegens zu zeigen; der Plan wurde allerdings nie vollendet.
Nach dem Tode Hans Aalls war von 1946 bis 1975 Reidar Kjellberg Direktor des Volksmuseums. Seine Nachfolger waren Hallvard Bjørkvik (1975–1989), Erik Rudeng (1990–2000), Liv Hilde Boe (2000–2001), Olav Aaraas (2001–2019), und Nina Refseth (seit 2020).

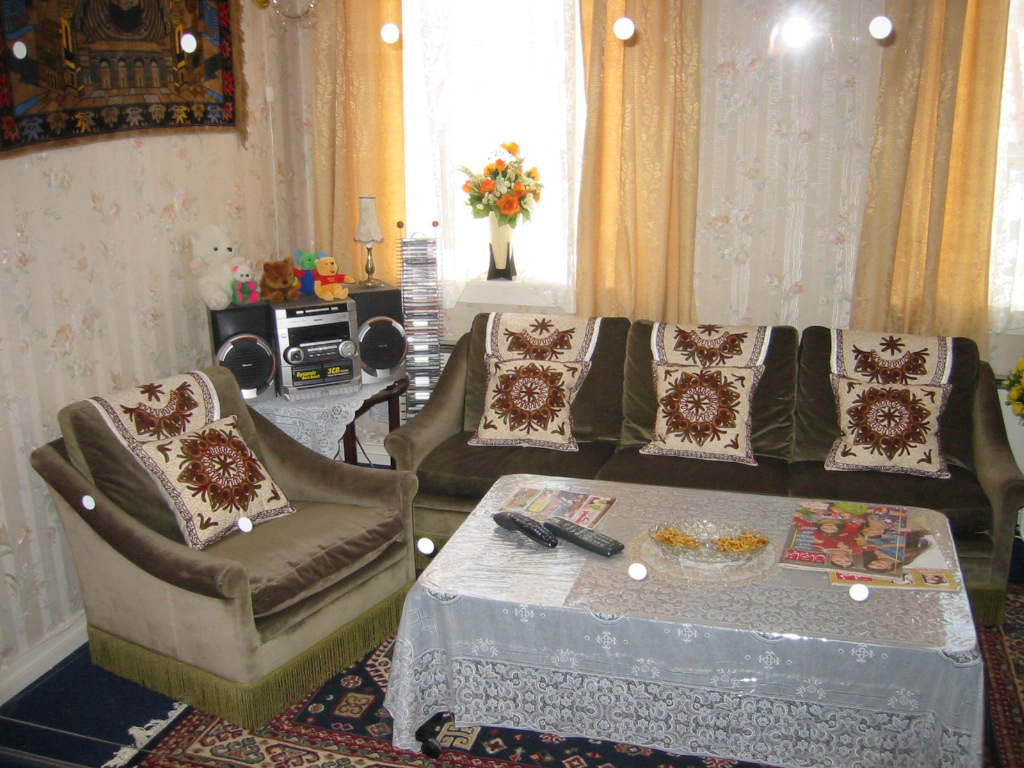
Eine Wohnung pakistanischer Einwanderer in der Wessels gate 15, seit 2002 Teil des Norsk Folkemuseum

## Gegenwart

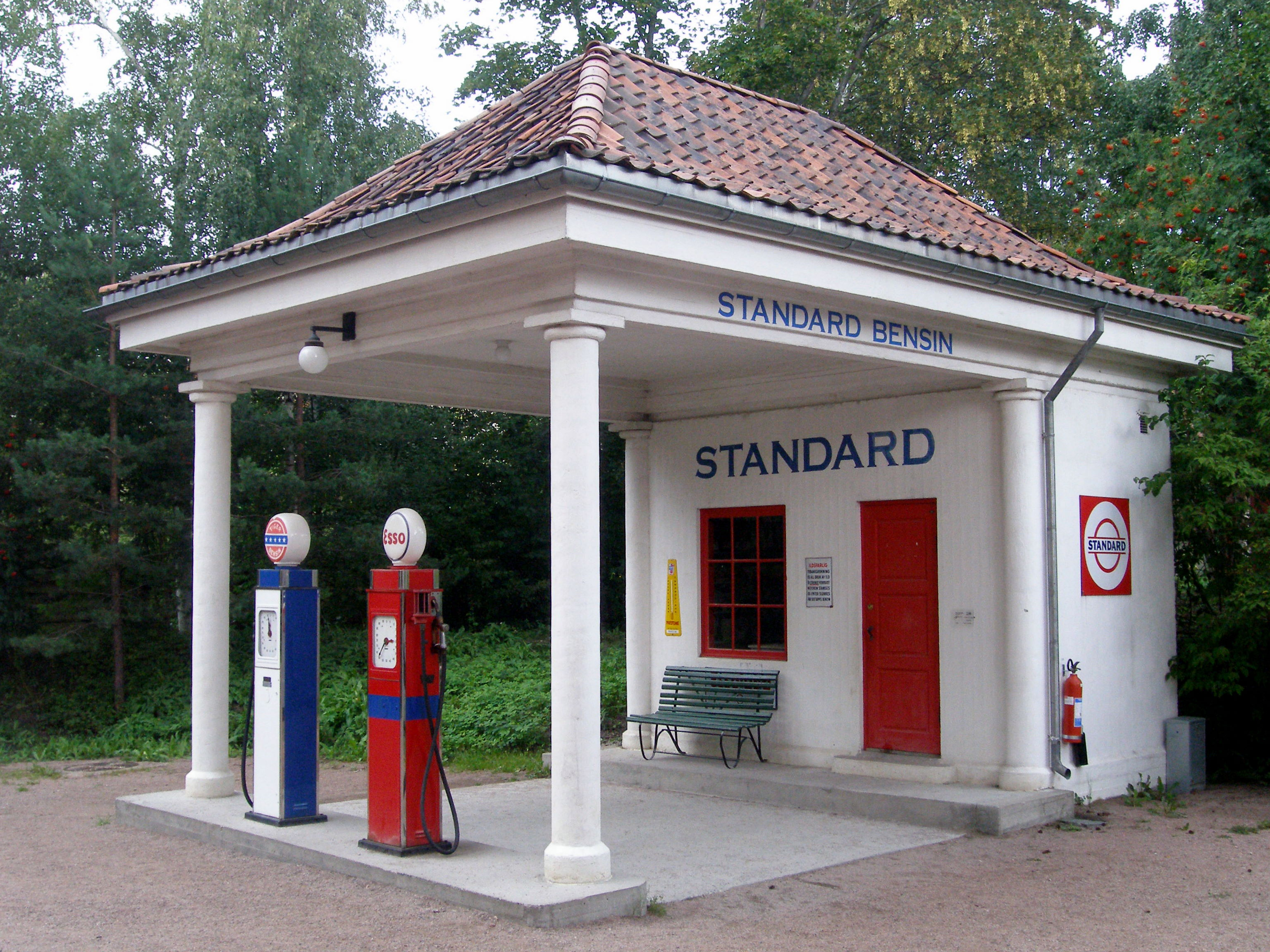
Tankstelle

Die Sammlungen und das Freilichtmuseum wuchsen in der Nachkriegszeit weiter. Der „Altstadt“ wurden Gebäude hinzugefügt, die der Stadterneuerung von Oslo weichen mussten. Letzter Zuwachs war ein 1999–2002 wiederaufgebautes Mietshaus, das zuvor in der Wessels gate 15 im Osloer Osten gestanden hatte. Bis 2009 werden in dem Gebäude auf drei Stockwerken Wohnungen eingerichtet, die einen Überblick über die norwegische Wohnkultur von etwa 1880 bis in die Gegenwart geben sollen.
1990 übernahm das Museum große Teile der norwegischen Sammlungen aus dem Nordischen Museum. Zum 100-jährigen Jubiläum 1994 konnte das Museum ein neues Besucherzentrum und neue Magazine in Gebrauch nehmen. Ein dem norwegischen Maler Frits Thaulow gewidmetes Museum, das Norwegische Pharmaziehistorische Museum und das Ibsen-Museum in der Henrik Ibsens gate 26 sind Teil der Sammlung.
Das Museum verwaltet durch eine eigene Stiftung auch die Gebäude und den Park auf dem Bogstadhof in Sørkedalen. 2004 übernahm das Norwegische Volksmuseum die Verwaltung des königlichen Landschaftsparks, der Wege und der Betriebsgebäude, nicht jedoch des Hofes und des privaten Parks der Königsfamilie.
Außer den genannten Häusern und Exponaten sind heute der erste Sitzungssaal des norwegischen Stortings, eine Tankstelle aus dem Jahr 1928, ein Postamt, eine Zahnarztpraxis sowie Volkskulturobjekte der Samen zu besichtigen. Die Sammlungen umfassen inzwischen 155 historische Gebäude vom Mittelalter bis zur Moderne und zirka. 155.000 Gegenstände.
Das Norwegische Volksmuseum befand sich von Beginn an in der Trägerschaft eines Vereins, wurde aber 1990 in eine selbständige Stiftung mit angegliedertem Förderverein umgewandelt, der derzeit (2006) rund 2000 Mitglieder hat. Das Museum finanziert sich hauptsächlich durch staatlichen Zuschuss. Zuletzt (2004) registrierte es 266.176 Besucher jährlich. Seit 1943 gibt das Museum das Jahrbuch By og Bygd (Stadt und Land) heraus.